# Chà Cang
Chà Cang là một xã thuộc huyện Nậm Pồ, tỉnh Điện Biên, Việt Nam.

## Địa lý
Xã Chà Cang nằm ở phía bắc huyện Nậm Pồ, có vị trí địa lý:
- Phía đông giáp xã Nậm Khăn và xã Chà Tở
- Phía tây giáp xã Nậm Tin
- Phía nam giáp xã Chà Nưa
- Phía bắc giáp xã Pa Tần.

Xã Chà Cang có diện tích 108,32 km², dân số năm 2022 là 2.868 người, mật độ dân số đạt 26 người/km².

## Hành chính
Xã Chà Càng được chia thành 6 bản.

## Lịch sử
Ngày 18 tháng 8 năm 2000, Chính phủ ban hành Nghị định số 35/2000/NĐ-CP về việc thành lập xã Nà Hỳ trên cơ sở 44.284 ha diện tích tự nhiên và 10.441 nhân khẩu của xã Chà Cang.
Sau khi điều chỉnh địa giới hành chính, xã Chà Cang có 36.220 ha diện tích tự nhiên và 3.193 nhân khẩu.
Ngày 14 tháng 1 năm 2002, Chính phủ ban hành Nghị định số 08/2002/NĐ-CP về việc chuyển xã Chà Cang thuộc huyện Mường Lay về huyện Mường Nhé mới thành lập quản lý.
Ngày 26 tháng 11 năm 2003, Quốc hội ban hành Nghị quyết số 22/2003/QH11 về việc chuyển xã Chà Cang thuộc huyện Mường Nhé, tỉnh Lai Châu về tỉnh Điện Biên mới thành lập quản lý.
Ngày 21 tháng 3 năm 2006, Chính phủ ban hành Nghị định số 27/2006/NĐ-CP về việc thành lập xã Pa Tần trên cơ sở 16.670,93 ha diện tích tự nhiên và 2.016 nhân khẩu của xã Chà Cang.
Sau khi điều chỉnh địa giới hành chính, xã Chà Cang còn lại 19.549,07 ha diện tích tự nhiên và 3.576 nhân khẩu.
Năm 2007, dời huyện lỵ từ xã Chà Cang về xã Mường Nhé.
Ngày 25 tháng 8 năm 2012, Chính phủ ban hành Nghị quyết số 45/NQ-CP:
- Thành lập xã Nậm Tin thuộc trên cơ sở điều chỉnh 8.715,32 ha diện tích tự nhiên, 2.454 nhân khẩu của xã Chà Cang và 414 nhân khẩu của xã Pa Tần hiện xâm canh, xâm cư trên địa bàn xã Chà Cang.
- Chuyển xã Chà Cang thuộc huyện Mường Nhé về huyện Nậm Pồ mới thành lập quản lý.

Sau khi điều chỉnh địa giới hành chính, xã Chà Cang còn lại 10.865,48 ha diện tích tự nhiên và 2.153 nhân khẩu.